# Leb' die Sekunde - Behind the Scenes
Leb' Die Sekunde -Behind The Scenes è il primo DVD in assoluto del gruppo tedesco Tokio Hotel, pubblicato il 2 dicembre 2005 in Germania.
È possibile vedere una panoramica completa, in questo DVD, della vita dei quattro dal 2004 (anno in cui vennero messi sotto contratto dai loro produttori Peter Hoffmann, Patrick Benzner, Dave Rot e David Jost) al 2006 (anno della riedizione dell'album "Schrei").

## Tracce
Il DVD è strutturato in 7 voci, sotto le quali si può accedere ad altri menù contenenti video, documentari e interviste, fra cui la partecipazione dei Tokio Hotel al giorno della riunificazione tedesca accanto ad un'orchestra, le risposte a venti domande selezionate poste dai fan, una galleria fotografica e il making off del video "Schrei".
1) "Jung Und Nichts Mehr Jugendfrei"
Der Anfang -Bewegt (durata 06:02)
Der Anfang -Festgehalten (durata 01:24)
2) "Schrei"
Stars For Free 2005, Magdeburgo (durata 10:06)
Tag der Deutschen Einheit, Potsdam (durata 12:00)
3) "Freunde Bleiben"
Making Off Schrei video (durata 06:29)
4) "Durch den Monsun"
Eure 20 Fanfragen (durata 17:45)
5) "Unendlichkeit"
The Dome 2005, erfurt (durata 03:33)
Comet 2005 (durata 05:44)
6)"Lass Uns Hier Raus"
Bildergalerie
7) "Video"
Durch den Monsun (durata 03:57)
Schrei (durata 03:22)

## Box Office e riconoscimenti
Secondo gli autori del libro Tokio Hotel So Laut du kannst, Michael Fuchs-Gambock e Thorsten Schatz, "ne sono state vendute più di 150 000 copie e il DVD è arrivato fino al quarto posto nella classifica dei più venduti", nonché vincitore del Doppio disco di Platino e Triplo Oro in Germania.